# Helena Nordheim
Helena Nordheim (Amsterdam, 1º agosto 1903 – Sobibór, 2 luglio 1943) è stata una ginnasta olandese di origine ebraica, vittima dell'Olocausto.

## Biografia
Nel 1928 Helena Nordheim ha vinto la medaglia d'oro olimpica per l'Olanda nella gara a squadre di ginnastica. L'allenatore Gerrit Kleerekoper e cinque delle 12 atlete della squadra di ginnastica olandese erano di origine ebraica: Estella Agsteribbe, Helena Nordheim, Anna Polak, Elka de Levie, e Judikje Simons.
Per le sue origini ebraiche, Nordheim fu deportata durante la seconda guerra mondiale. Fu dapprima nel Campo di concentramento di Westerbork e poi venne trasferita e uccisa con il marito Abrham Kloot e la figlia Rebbecca di dieci anni, nel campo di sterminio di Sobibór.
Nel 1997 è stata inserita insieme alle altre ragazze ebree della squadra, e all'allenatore Gerrit Kleerekoper, nell'International Jewish Sports Hall of Fame.